# Дзвін (газета, Тернопіль)
Дзвін — перша на заході України незалежна газета. Заснована у 1989 році.
Засновник і видавець — Тернопільське обласне товариство «Меморіал» імені Василя Стуса, від 2003 року співвидавець — ДАТО.

## Історія
Перші номери часопису готували таємно і друкували у Балтії, звідки їх нелегально доставляли на Тернопільщину. Частина накладу розповсюджувалася по всій Україні. З 1990 року видання розпочало виходити на Тернопільщині.
У серпні 1989 року радянськими органами держбезпеки було конфісковано весь наклад другого номера газети, що прямував з Балтії до Тернополя. Це та ще ряд обставин, пов'язаних з кризою радянської влади, призвело до акції непокори в Тернополі 23 серпня. Внаслідок суспільного тиску наклад газети повернули, а події того дня пришвидшили проведення Установчого з'їзду НРУ.
На сторінках газети друкувалися матеріали з історії національно-визвольної боротьби українців, спогади ветеранів ОУН-УПА, очевидців сталінських репресій та реабілітації жертв більшовицького терору, історії репресованих, допомоги у пошуку безвісти пропалих учасників визвольних змагань, діяльності прогресивних рухів та демократичних об'єднань.
Газета інформувала читачів про національно-патріотичну боротьбу, політичні події в СРСР і тенденції його розпаду, беззаконня та свавілля радянсько-партійних чиновників, репресії тоталітарного режиму в минулому й інше у матеріалах під рубриками:
- «За Україну, за її волю»;
- «Пантеон пам'яті»;
- «Спогади очевидців»;
- «Повернуті імена»;
- «Факти проти фальсифікації» тощо.

У жовтні 2011 року випуск газети було відновлено.
Газета є літописом діяльності Тернопільського обласного товариства «Меморіал» імені Василя Стуса.

## Головні редактори
- від 1989 р. — Марія Куземко
- 1990-1992 рр. — Стефан Гринчак
- М. Николин
- від 1992 р. — Антон Грицишин, заступник голови обласного товариства «Меморіал» імені Василя Стуса[7].